# Integració racial

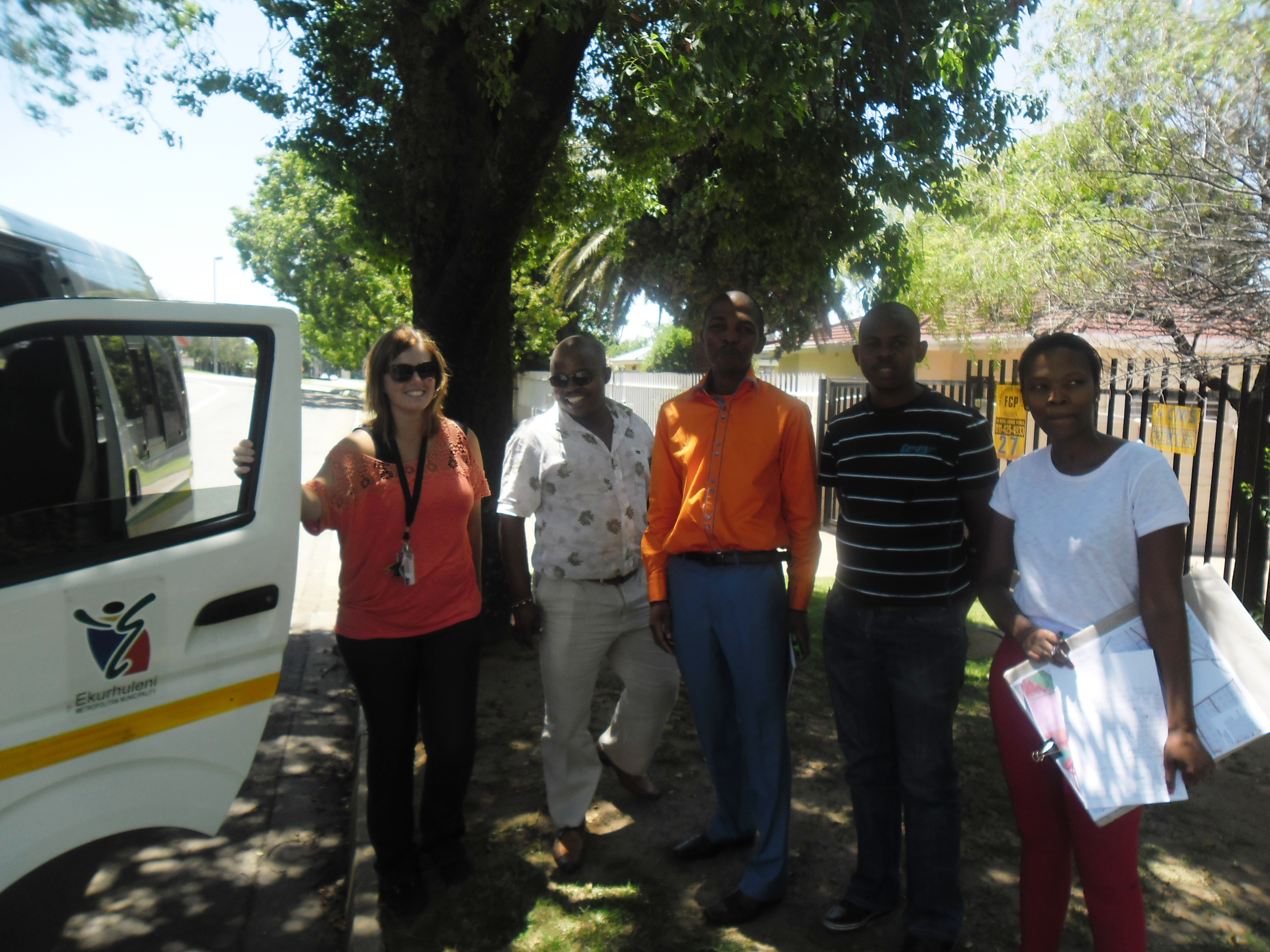
Equip de planejament urbanístic del municipi metropolità d'Ekurhuleni a l'Estat de Sud-àfrica, dessegregat a partir de l'abolició de l'apartheid.

La integració racial, o simplement integració, inclou la dessegregació (el procés mitjançant el qual es pretén acabar sistemàticament amb la segregació racial). A més de la dessegregació, la integració inclou objectius com anivellar barreres per aconseguir les associacions, creant una igualtat d'oportunitats sense importar la raça, i el desenvolupament d'una cultura que accepti les diverses tradicions, en lloc de només aconseguir que una minoria integri una majoria cultural. La dessegregació és principalment un tema legal, la integració és més aviat un tema social.

## Diferència entre integració i dessegregació
Morris J. MacGregor, Jr en el seu assaig titulat Integration of the Armed Forces 1940-1965 ('Integració de les Forces Armades') escriu respecte als termes  integració  i  dessegregació:
 ... En els últims anys molts historiadors han arribat a distingir entra aquestes dues paraules que sonen semblant. A la dessegregació la veuen com una acció directa en contra de la segregació, això és, significa l'acte de remoure les barreres legals a fi d'aconseguir el tractament igualitari als ciutadans negres tal com aquesta garantit en la Constitució dels Estats Units. Aquest moviment encaminat a la dessegregació, el qual ha trencat amb el sistema de normes de Jim Crow, s'ha anat popularment incrementant des de la dècada posterior a la Segona Guerra Mundial. La integració, per la seva banda, sosté el professor Oscar Handlin, implica moltes coses que no són necessàriament acceptades en totes les àrees de la societat nord-americana. En cert sentit es refereix a anivellar totes les barreres per aconseguir la unió no només basada en l'habilitat, gust o preferència personal; en altres paraules, el proveir una igualtat d'oportunitats. Però en un altre sentit la integració crida a la distribució atzarosa de les minories en la societat. Aquí, de acierdo a Handlin, l'èmfasi es troba en el balanç en les àrees d'ocupació, educació, residència i altres similars. 